# Елена Алипина
Елена Алипина е византийска императрица, съпруга на император Константин VIII.
В хрониката на Михаил Псел за Елена се споменава накратко:
| „ | Константин, още докато бил млад мъж, се оженил за една дама, наречена Елена. Тя била дъщеря на именития Алипий, тогава изтъкнат човек в града и член на благородно семейство, което имало висока репутация. Тази дама, която била не само красива, но и целомъдрена, преди да умре му родила три дъщери. | “ |

## Деца
Елена и Константин VIII имат три дъщери:
- Евдокия
- Зоя, византийска императрица
- Теодора, византийска императрица